# Paulo Roberto Beloto
Paulo Roberto Beloto (ur. 9 kwietnia 1957 w Adamantina) – brazylijski duchowny katolicki, biskup Franca od 2013.

## Życiorys
29 czerwca 1986 otrzymał święcenia kapłańskie i został inkardynowany do diecezji Marília. Był m.in. pracownikiem diecezjalnego instytutu teologicznego, rektorem rocznika propedeutycznego seminarium w Marílii oraz ojcem duchownym tejże uczelni.
16 listopada 2005 papież Benedykt XVI mianował go biskupem diecezji Formosa. Sakry biskupiej udzielił mu 4 lutego 2006 biskup Marília Osvaldo Giuntini.
23 października 2013 został mianowany ordynariuszem diecezji Franca, zaś 15 grudnia 2013 kanonicznie objął urząd.